# Potentilla mangenii
Potentilla mangenii är en rosväxtart som beskrevs av C. Kalkman. Potentilla mangenii ingår i Fingerörtssläktet som ingår i familjen rosväxter. Inga underarter finns listade i Catalogue of Life.